# Herzegovino

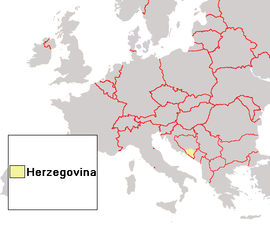
Ubicación de Herzegovina en Europa.

El Pueblo herzegovino (en bosnio: Hercegovci/Херцеговци, en croata: Hercegovci, en serbio: Херцеговци, en bosnio: Hercegovac/Херцеговац, y en singular: Herzegovino) son el pueblo que proviene de la región de Herzegovina, en Bosnia y Herzegovina. 
La región de la cual Herzegovina forma parte de los Alpes Dináricos. Independientemente de su origen étnico, los grupos étnicos que componen a los habitantes de la región de Herzegovina tienden a identifcarse como "herzegovinos" a nivel regional en lugar de una identificación a nivel etno-religiosa total.

## Demografía
En el censo general de población de Yugoslavia de 1991, la parte de Herzegovina situada en Bosnia-Herzegovina tenía para el momento del mismo una población de 437,095 habitantes, estando distribuidos (por grupo étnico) de la siguiente forma:
- Croatas: 206,457 (47.2%),
- Bosníacos: 112,948 (25.8%)
- Serbios: 93,047 (21.3%)
- Yugoslavos: 18,494 (4.2%)
- Otros: 6,149 (1.4%)